# Хронические лейкозы
Хронические лейкозы отличаются от острых дифференцировкой опухолевых клеток и более длительным стадийным течением.
Первая стадия (моноклоновая, доброкачественная) заболевания характеризуется присутствием одного клона опухолевых клеток, течёт годами, относительно доброкачественно, хронически.
Вторая стадия (поликлоновая, злокачественная) обусловлена появлением вторичных опухолевых клонов, характеризуется быстрым, злокачественным течением с появлением множества бластов (бластный криз) и называется злокачественной, поликлоновой стадией, или стадией бластного криза. 80% больных хроническими лейкозами погибают в стадии бластного криза.
Хронические лейкозы включают в себя хронические миелоцитарные лейкозы, хронические лимфоцитарные лейкозы и хронические моноцитарные лейкозы.
Необходимо отметить, что острый лейкоз никогда не переходит в хронический, а хронический никогда не обостряется — таким образом, термины «острый» и «хронический» используются только из-за удобства; значение этих терминов в гематологии отличается от значения в других медицинских дисциплинах.

## См.также
- Гемобластозы
- Лейкозы
- Хронические миелоцитарные лейкозы
- Хронические лимфоцитарные лейкозы
- Хронические моноцитарные лейкозы